# Större säfferotsplattmal
Större säfferotsplattmal (Depressaria libanotidella) är en fjärilsart som beskrevs av Schläger 1849. Större säfferotsplattmal ingår i släktet Depressaria. Enligt Dyntaxa ingår Depressaria i familjen plattmalar, Depressariidae, men enligt Catalogue of Life är tillhörigheten istället familjen praktmalar, (Oecophoridae). Enligt den finländska rödlistan är arten starkt hotad i Finland. Enligt den svenska rödlistan är arten starkt hotad i Sverige. Arten förekommer sällsynt på Öland, Gotland och Uppland samt på Åland, i övrigt saknas den i Norden. Artens livsmiljö är torra gräsmarker.

## Bildgalleri

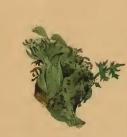
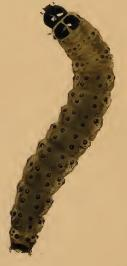